# Lithographa
Lithographa Nyl. (rytek) – rodzaj grzybów z klasy miseczniaków (Lecanoromycetes). Ze względu na współżycie z glonami zaliczany jest do grupy porostów.

## Systematyka i nazewnictwo
Pozycja w klasyfikacji według Index Fungorum: Xylographaceae, Incertae sedis, Ostropomycetidae, Lecanoromycetes, Pezizomycotina, Ascomycota, Fungi.
Synonimy nazwy naukowej: Haplographa Anzi, Lithographomyces Cif. & Tomas., Mycoplacographa Reinke,  Placographa Th. Fr..
Nazwa polska według W. Fałtynowicza.

## Niektóre gatunki
- Lithographa graphidioides (Cromb.) Imshaug ex Coppins & Fryday 2006
- Lithographa tesserata (DC.) Nyl. 1856 – rytek skalny

Nazwy naukowe na podstawie Index Fungorum. Uwzględniono tylko taksony zweryfikowane. Nazwy polskie według W. Fałtynowicza.